# Лі Сяося
Лі Сяося  (кит.: 李 晓霞; нар. 16 січня 1988) — китайська настільна тенісистка, олімпійська чемпіонка.

## Виступи на Олімпіадах
| Олімпіада   | Дисципліна       | Місце |
| ----------- | ---------------- | ----- |
| Лондон 2012 | одиночний розряд | 1     |
| Лондон 2012 | командний розряд | 1     |
| Ріо 2016    | одиночний розряд | 2     |
| Ріо 2016    | командний розряд | 1     |

## Зовнішні посилання
- Досьє на sport.references.com [Архівовано 1 жовтня 2012 у WebCite]